# Wall of Voodoo
Wall of Voodoo var ett amerikanskt new wave-band som bildades 1977. Stan Ridgway, som senare hade en solohit med låten "Camouflage" 1986, var med i bandet. Gruppens mest kända låt är "Mexican Radio" från 1983. Bandets sound lät som en blandning av synth och spaghettiwestern-soundtrack av Ennio Morricone. Bandet upplöstes i slutet av åttiotalet.

## Medlemmar
- Stan Ridgway - sång (1977-1983, 2006)
- Andy Prieboy - sång (1983-1988)
- Marc Moreland - gitarr (1977-1988)
- Bruce Moreland - basgitarr (1977-1982; död 2002)[2]
- Bill Nolan - basgitarr (1982-1988)
- Chas T. Gray - keyboard (1979-1988)
- Joe Nanini - trummor, slagverk (1979-1983)
- Ned Lukhardt - trummor (1983-1988)

## Diskografi
Studioalbum
- 1981 – Dark Continent
- 1982 – Call of the West
- 1985 – Seven Days in Sammystown
- 1987 – Happy Planet

Livealbum
- 1988 – Ugly Americans in Australia

EP
- 1980 – Wall of Voodoo

Singlar
- 1982 - Ring of Fire (Remix) / The Morricone Themes (Live)
- 1982 - Two Songs by Wall of Voodoo
- 1982 - On Interstate 15 / There's Nothing on This Side
- 1983 - Mexican Radio / Call of the West
- 1984 - Big City / Room With a View
- 1985 - Far Side of Crazy / This Business Is Love
- 1986 - Elvis Bought Dora a Cadillac / Shouldn't Have Given Him a Gun for X-mas
- 1987 - Do It Again / Back in the Laundromat
- 1988 - Mexican Radio (Live) / Ring of Fire (Live)

Samlingsalbum
- 1984 – Granma's House
- 1991 – The Index Masters
- 1992 – Dark and Crazy
- 2009 – Dark Continent / Call of the West[3]
- 2011 – Lost Weekend - The Best of Wall Of Voodoo - The I.R.S. Years
- 2012 – Seven Days in Sammystown / Happy Planet / The Ugly Americans in Australia